# Hypulus bifasciatus
Hypulus bifasciatus là một loài bọ cánh cứng trong họ Melandryidae. Loài này được Fabricius miêu tả khoa học năm 1792.